# León Aillaud
León Aillaud Barreiro (Veracruz; 8 de agosto de 1863 - Veracruz, 24 de noviembre de 1935) fue un gobernador constitucional Interino del Estado de Veracruz en el periodo del 22 de junio de 1911 al 12 de diciembre de 1911.

## Biografía
Nació en la Ciudad y puerto de Veracruz, en el año de 1880. Realizó sus estudios primarios en su ciudad natal y después estudió Contabilidad, para incorporarse a diversas casas comerciales.
En 1910, cuando trabajaba en la "Ferretería Varela", inició su participación en el Club Liberal "Lerdo de Tejeda" al lado de jóvenes veracruzanos revolucionarios. Siguió al movimiento maderista y participó en la organización de la bienvenida que se le ofreció en el puerto de Veracruz a Don Francisco I. Madero.
A la renuncia de la Gubernatura del Estado de Emilio Léycegui, dados los sucesos sangrientos ocurridos, fue designado por la Legislatura Local como Gobernador Constitucional Interino el día 22 de junio de 1911.
Durante los meses siguientes, existía una gran efervescencia política y solamente cabía capear el temporal, ya que existía una acusación ante la Legislatura de su antecesor Emilio Léycegui por los hechos ocurridos y que había que investigar.
Tuvo la encomienda del Presidente Madero, de convocar a elecciones, las cuales nunca fueron realizadas; fue tal el enojo de Madero que hizo que la Legislatura Local lo destituyera, para lo cual, envió al General Ángel García Peña con cien soldados federales para sacarlo y proteger el recinto oficial.
Esto provocó su destierro voluntario el 12 de diciembre de 1911, terminando su breve gestión. Se trasladó al puerto de Veracruz y se embarcó rumbo a La Habana, Cuba, después a Nueva Orleans, San Antonio y, por último, a El Paso, Texas. Regresó al país al caer este en el régimen de usurpación de Victoriano Huerta.
Falleció el 25 de septiembre de 1936 en la ciudad de Veracruz.
- 1911 El Gobernador del Estado, León Aillaud emite el Decreto Número 14, del 1 de julio, que eleva a la categoría de Ciudad a la Villa de Puerto México. Se crea la banda de música municipal. Se construye el casino "Puerto México".

- 1911 El Gobernador León Aillaud eleva al poblado de Paso de Ovejas a la categoría de Villa, por Decreto Número 27 del 1 de diciembre.